# 마티 (영화)
《마티》(Marty)는 미국에서 제작된 델버트 맨 감독의 1955년 드라마, 멜로/로맨스, 코미디 영화이다. 어니스트 보그나인 등이 주연으로 출연하였고 해럴드 헥트 등이 제작에 참여하였다.

## 줄거리
마티 필레티는 브롱크스에 사는 이탈리아계 미국인 정육점 주인으로, 그의 어머니와 함께 살고 있다. 34세의 미혼인 마티는 마음씨는 좋지만 사회성이 부족하여 고객, 가족, 친구들로부터 "부끄러운 줄 알라"는 끊임없는 잔소리를 듣는다. 그의 모든 형제자매들은 결혼했으며 대부분 자녀가 있다고 지적한다. 결혼에 반대하지는 않지만 전망이 부족하여 낙담한 마티는 마지못해 독신 생활을 받아들였다.
어머니의 성화에 못 이겨 어느 토요일 밤 스타더스트 볼룸에 간 마티는 맹목적인 데이트 상대에게 버림받고 지붕 밖에서 울고 있는 평범한 고등학교 과학 교사 클라라와 연결된다. 마티와 클라라는 함께 춤을 추고, 번화한 거리를 걷고, 식당에서 이야기하며 저녁을 보낸다. 마티는 자신의 인생 이야기와 포부를 열정적으로 털어놓고, 서로를 격려한다. 그는 클라라를 자신의 집으로 데려가 어색하게 키스하려 하지만 거절당한다. 클라라는 그저 상황을 어떻게 처리해야 할지 몰랐다고 설명하며, 그를 좋아하고 다시 만나고 싶다고 말한다. 그들은 짧게 키스하고 포옹한다.
이때 마티의 어머니가 돌아오는데, 아들이 낯선 여자와 함께 있는 것을 보고 불쾌해한다. 클라라는 그녀와 마티와 잠시 대화를 나누지만, 필레티 부인은 분명히 그녀나 그녀의 의견을 좋아하지 않는다. 마티는 클라라를 버스에 태워 집에 데려다주며, 다음날 미사 후 오후 2시 30분에 전화하겠다고 약속한다. 집으로 돌아오는 길에 기뻐서 그는 버스 정류장 표지판을 치고 차들 사이를 헤치며 택시를 찾는다.
한편, 마티의 이모 캐서린은 마지못해 마티와 그의 어머니와 함께 이사온다 (마티의 사촌과 그의 아내가 아기가 새로 태어나고 까다로운 시어머니가 함께 살게 되어 힘들어하며 부탁했기 때문). 캐서린은 언니에게 마티가 곧 결혼하여 자신을 버릴 것이라고 은밀히 경고한다. 마티의 새로운 로맨스가 자신을 버릴 수 있다고 걱정한 그의 어머니는 다음날 미사 전에 클라라를 폄하한다.
마티의 친구들은 은근한 질투심을 가지고 클라라가 평범하다고 비웃으며 그에게 클라라를 잊고 그들과 함께 미혼으로 시들어가는 젊음을 보내도록 설득한다. 친구들의 압박에 굴복한 마티는 클라라에게 전화하지 못한다.
그날 밤, 똑같이 외로운 틀에 박힌 생활로 돌아온 마티는 자신이 좋아하는 것뿐만 아니라 자신을 행복하게 해주는 여자를 포기하고 있다는 것을 깨닫는다. 친구들의 반대에도 불구하고 그는 공중전화로 달려가 부모님과 함께 낙담하여 텔레비전을 보고 있는 클라라에게 전화한다. 그의 친구 앤지가 무엇을 하느냐고 묻자 마티는 폭발적으로 말한다.
너도 그녀를 싫어하고, 우리 엄마도 그녀를 싫어하고, 그녀는 개 같고 나는 뚱뚱하고 못생긴 남자야! 글쎄, 내가 아는 건 어젯밤 즐거웠다는 거야! 오늘 밤도 즐거운 시간을 보낼 거야! 우리가 함께 충분히 즐거운 시간을 보낸다면, 나는 무릎을 꿇고 그 여자에게 결혼해 달라고 빌 거야! 새해에 파티를 한다면, 나에게 그 파티에 함께 갈 데이트 상대가 생겼어. 그녀가 싫다고? 그건 너무 안타깝다!

클라라에게 전화하기 직전, 마티는 자신이 자주 들었던 똑같은 말로 앤지를 놀린다. "야 앤지, *너*는 언제 결혼할 거야? 부끄러운 줄 알아야지." 클라라가 전화를 받자 마티는 공중전화 부스 문을 닫는다.
영화의 마지막 대사에서 마티는 "여보세요...여보세요, 클라라?"라고 말한다.

## 출연

### 주연
- 어니스트 보그나인
- 베치 블레어

### 조연
- 에스터 민치오티
- 아우구스타 촐리
- 조 맨텔
- 캐런 스틸
- 제리 패리스

## 기타
- 협력프로듀서: 패디 체이에프스키
- 의상: 노마 코크